# Pandisus parvulus
Pandisus parvulus är en spindelart som beskrevs av Fred R. Wanless 1980. Pandisus parvulus ingår i släktet Pandisus och familjen hoppspindlar. Inga underarter finns listade i Catalogue of Life.